# Indische dakschildpad
De Indische dakschildpad (Pangshura tecta) is een schildpad uit de familie Geoemydidae. De soort werd voor het eerst wetenschappelijk beschreven door John Edward Gray in 1831. Oorspronkelijk werd de wetenschappelijke naam Emys tecta gebruikt.
De soort behoorde lange tijd tot het niet meer erkende geslacht Kachuga maar wordt tegenwoordig tot het geslacht Batagur ingedeeld.

## Uiterlijke kenmerken
De maximale carapaxlengte is ongeveer 25 centimeter, maar de mannetjes worden vaak nog geen tien cm. De naam is te danken aan de roodbruine kam-achtige opstaande punten op het schild waaraan de schildpad makkelijk te herkennen is. De rest van het schild is olijfgroen tot bruin met kleine zwarte vlekken. De snuit heeft een zwarte vlek op de neuspunt en is erg spits, de ogen zijn duidelijk groter dan bij veel andere soorten schildpadden. De buik is geel tot witgeel met vrij grote zwarte vlekken.

## Algemeen
De Indische dakschildpad is sterk aan water gebonden en komt er niet graag uit, alleen om eieren af te zetten en om te zonnen, wat het dier altijd vlak langs de waterkant doet. Het verspreidingsgebied beslaat zuidelijk Azië; noordelijk India, Bangladesh en Pakistan, en vermoedelijk in Nepal, waar de soort echter al lange tijd niet meer is waargenomen en misschien wel is uitgestorven. Het voedsel bestaat uit met name plantaardig materiaal als bloemen, sla- en koolsoorten en soms worden kleine waterdieren als insecten en aas gegeten, met name door de juvenielen. Deze soort uit het geslacht Pangshura is de enige die nog redelijk algemeen voorkomt, alle andere zes soorten staan op de rand van uitsterven.